# Eclissi solare del 20 marzo 2034
L'eclissi solare del 20 marzo 2034 è un evento astronomico che avrà luogo il suddetto giorno attorno alle ore 10:18 UTC.